# 莉兹·蔡斯
莉兹·蔡斯（英語：Liz Chase，1950年4月26日—2018年5月9日），津巴布韦前女子曲棍球运动员。她曾代表津巴布韦国家队参加1980年夏季奥林匹克运动会曲棍球比赛，获得一枚金牌。